# Kanton Puerto Pailas
Der Kanton Cotoca ist ein Gemeindebezirk im Departamento Santa Cruz im Tiefland des südamerikanischen Anden-Staates Bolivien.

## Lage im Nahraum
Der Kanton (bolivianisch: Cantón) Puerto Pailas ist einer von zwei Kantonen des Landkreises (bolivianisch: Municipio) Cotoca in der Provinz Andrés Ibáñez.
Der Kanton grenzt im Norden an das Municipio Santa Cruz, im Südwesten, Süden und Südosten an den Kanton Cotoca, und im Osten an die Provinz Chiquitos. Zentraler Ort ist Puerto Pailas im nordöstlichen Teil des Kantons mit 2.301 Einwohnern (2001).
Der Kanton erstreckt sich zwischen etwa 17° 40' und 17° 41' südlicher Breite und 62° 47' und 62° 50' westlicher Länge, er misst von Norden nach Süden bis zu zwei Kilometer, und von Westen nach Osten bis zu sechs Kilometer.

## Geographie
Der Kanton Puerto Pailas liegt östlich der Cordillera Oriental im bolivianischen Tiefland am Westufer des Río Grande (Guapay). Das Klima der Region ist tropisch und fast ganzjährig feucht, mit einer kurzen Trockenzeit von Juli bis September.
Die Jahresdurchschnittstemperatur liegt bei 24 bis 25 °C, mit monatlichen Durchschnittstemperaturen zwischen knapp 27 °C im Dezember und Januar und unter 21 °C im Juni und Juli (siehe Klimadiagramm Pailón). Der Jahresniederschlag beträgt rund 950 mm, der Trockenzeit von Juli bis September steht eine ausgeprägte Feuchtezeit von November bis Februar gegenüber, in der die Monatswerte bis 140 mm erreichen.

## Bevölkerung
Die Einwohnerzahl des Kantons ist in dem Jahrzehnt zwischen den beiden letzten veröffentlichten Volkszählungen um etwa zwei Drittel angestiegen. Detaildaten der Volkszählung von 2012 liegen noch nicht vor, jedoch ist von einem weiteren deutlichen Wachstum auszugehen:
| Jahr | Einwohner | Quelle           |
| ---- | --------- | ---------------- |
| 1992 | 1 621     | Volkszählung     |
| 2001 | 2 750     | Volkszählung     |
| 2012 | .         | noch keine Daten |

## Gliederung
Der Kanton Puerto Pailas ist auf Grund seiner geringen Größe nicht weiter in Unter- oder Subkantone (bolivianisch: vicecantones) untergliedert.